# Hariobaldo
Hariobaldo (em latim: Hariobaudus) foi um rei alamano ativo durante a segunda metade do século IV. É citado em 359, quando foi, ao lado de seu irmão Macriano, conseguiu estabelecer a paz com os romanos do césar Juliano.